# L'Argent des autres (film, 1978)
Pour les articles homonymes, voir L'Argent des autres.
Pour plus de détails, voir Fiche technique et Distribution.
L'Argent des autres est un film français réalisé par Christian de Chalonge, sorti en 1978.

## Synopsis
1978, la crise s'éternise dans les entreprises. Cadre sérieux dans une grande banque, Henri Rainier est licencié sans ménagements. Et s'il n'était que le bouc émissaire d'une vaste manigance ? Son enquête commence. Il s'avère qu'il a dû consentir, en tant que fondé de pouvoir, des prêts importants à un homme d'affaires entreprenant mais sans véritable assise financière et ce en dépit de l'avis défavorable qu'il a formulé concernant ces engagements.

### Autour du film
Parmi les affaires qu'il lance, Chevalier d'Aven crée une SCPI : « L'Héritage foncier » qui draine l'argent de milliers de petits épargnants avant de les flouer. Cela n'est pas sans rappeler le scandale de la Garantie foncière survenu en 1971. Le personnage de la syndicaliste Arlette Rivière est une évocation à peine voilée des débuts d'Arlette Laguiller, qui a commencé sa carrière au Crédit lyonnais.

## Fiche technique
- Titre original : L'Argent des autres
- Réalisation : Christian de Chalonge
- Scénario : Christian de Chalonge, Pierre Dumayet d'après le roman éponyme de Nancy Markham
- Production : Michelle de Broca, Henri Lassa, Adolphe Viezzi
- Société de production : Fildebroc / France Régions 3 (FR3) / Les Films de la Tour / Société française de production (SFP)
- Musique : Guy Boulanger, Patrice Mestral
- Photographie : Jean-Louis Picavet
- Photographe de plateau : Carole Lange
- Son : Jacques Merrien
- Montage : Jean Ravel
- Décors : Eric Simon
- Costumes : Ursula Rodel, Chantel Scali
- Pays de production :  France
- Genre : Drame
- Durée : 105 minutes
- Format : Couleur
- Date de sortie : 
  - France : 27 septembre 1978
- Affiche : Macario Gómez Quibus (Espagne)

## Distribution
- Jean-Louis Trintignant : Henri Rainier
- Catherine Deneuve : Cécile Rainier
- Laura Kornbluh : une fille des Rainier
- Michèle Kornbluh : une fille des Rainier
- Claude Brasseur : Claude Chevalier d'Aven
- Michel Serrault : Miremant
- Gérard Séty : de Nully
- Jean Leuvrais : Heldorff
- François Perrot : Vincent
- Umberto Orsini : Blue
- Michel Berto : Duval
- Francis Lemaire : Torrent
- Juliet Berto : Arlette Rivière, la syndicaliste
- Michel Delahaye : l'archiviste Bignon
- Liza Braconnier : la secrétaire des archives
- Jean-François Dérec : Daniel, le surveillant
- Raymond Bussières : le père de Claude Chevalier d'Aven
- Maurice Vallier : Pironneau
- René Bouloc : l'avocat de Claude Chevalier d'Aven
- Claude Marcault : le secrétaire de Claude Chevalier d'Aven
- Moune de Rivel : la chanteuse antillaise
- Jean-Pierre Sentier : le journaliste
- Marc Chpill : le juge d'instruction
- Gérard Caillaud : le président du jury d'institut de sélection
- Jean-Pierre Moreux : le chef examinateur
- David Gabison : le responsable des prévisions
- Van Doude : le président du tribunal
- André Chaumeau : l'appariteur
- Françoise Giret : une animatrice
- Dominique Clément : une animatrice
- Blanche Rayne : une animatrice
- Robert Darmel : le candidat en colère
- Hélène Vallier : une candidate
- Jean-François Dupas : un candidat
- Jacques David : un candidat
- Philippe Chauveau : un candidat
- Jacques Ramade : l'homme au chapeau
- René Lenoty : le vieux souscripteur
- Madeleine Damien

## Distinctions

### Récompenses
- César du cinéma 1979 : 
  - César du meilleur film
  - César du meilleur réalisateur
- Prix Louis-Delluc 1978
- Prix Jean-Le-Duc 1978 :
  - Christian de Chalonge, en tant que réalisateur du film
  - Pierre Dumayet en tant que scénariste

### Nominations
- César du cinéma 1979 : 
  - César du meilleur film : Christian de Chalonge
  - César du meilleur réalisateur : Christian de Chalonge
  - César du meilleur acteur dans un second rôle : Michel Serrault
  - César du meilleur scénario original ou adaptation : Christian de Chalonge, Pierre Dumayet
  - César du meilleur montage : Jean Ravel